# ミートマーケット 人類滅亡の日
『ミートマーケット 人類滅亡の日』（原題：Meat market 2）は、カナダの映画作品（オリジナルビデオ）。

## キャスト
| 役名         | 俳優                   | 日本語吹替     |
| ------------ | ---------------------- | -------------- |
| アジェンタ   | クレア・ウェストビー   | 聖子           |
| ネメシス     | アリソン・テリアルト   | 坂内麗子       |
| フェリデン   | スティーヴン・アング   | ベイサイド雄一 |
| ビル         | ロブ・ネスビット       | 里タクヤ       |
| ハプスバーグ | テラ・トムソン         | 小川亜夕       |
| ゲーレン     | チェック・デペッパ     | 小竹達雄       |
| ハバード     | デイヴ・クローチャック | 岡見文克       |
| シェフ       | ダスタン・ロバーツ     | 勝木淳         |
| 隊員         |                        | 貝原朗         |
| 女囚人       |                        | つかもと友希   |